# Anthony Zambrano
Anthony José Zambrano de la Cruz (Maicao, 17 de janeiro de 1998) é um atleta colombiano, medalhista olímpico.
Ele venceu o Campeonato Sul-Americano de Sub-23 de 2018 no atletismo, estabelecendo o recorde do campeonato. Nos Jogos Olímpicos de Verão de 2020, conquistou a medalha de prata na prova de 400 metros masculino com o tempo de 44.19 segundos.